# Sinbad the Sailor

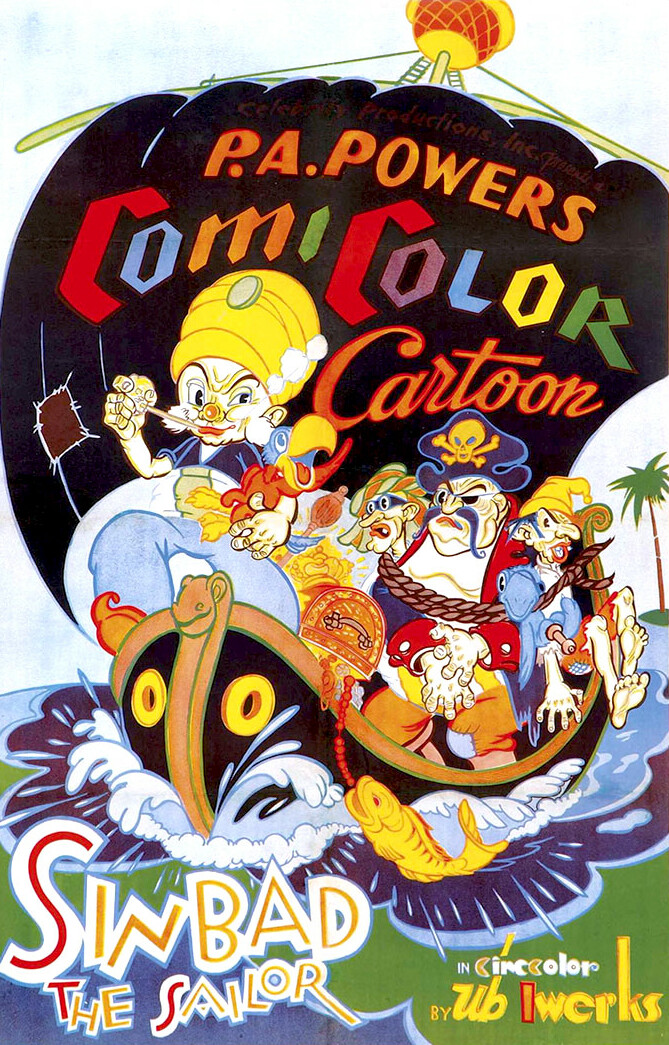
Affiche du film "Sinbad the Sailor".

Sinbad the Sailor est un cartoon de la série ComiColor Cartoons, réalisé par Ub Iwerks et sorti en 1935.